# Русский транзит
«Русский транзит» — детективный телесериал режиссёра Виктора Титова по первой части трилогии Вячеслава Барковского и Андрея Измайлова, которая, как и трилогия в целом, также называется «Русский транзит». Сериал на телевидении транслировался с 1 по 23 января 1995 года на РТР и с 24 октября по 1 ноября 1996 года на ОРТ.
По словам Александра Мазина, в книге, по которой снят фильм, во многом изложена история жизни одного из её авторов — Вячеслава Барковского. Барковский выступил сценаристом и продюсером сериала, а также сыграл в нём одну из ролей — Краковского по прозвищу «Крепыш», коллегу главного героя по карате.
По словам кинокритика Татьяны Москвиной, сериал стал «народным».

## Сюжет
Действие происходит в Ленинграде в перестроечную эпоху (осень 1990 года).
В 1981 году партия дала наказ запретить карате. Нарушавшие сажались в тюрьмы или оставались на обочине жизни. Такая же участь постигла и героя картины Боярова, имевшего четвёртый «дан» и преподававшего этот вид спорта. Благодаря всё тому же виду спорта, он выжил в Афганистане. Жизнь направила энтузиастов боевых искусств по разным дорожкам, а Бояров пристроился «вышибалой» в ленинградский бар «Пальмира». Его вызывают в милицию, обвиняют в вымогательстве, поджоге машины, а затем и в убийстве крупного дельца — торговца антиквариатом. Случай вынуждает его использовать физические способности в борьбе с мафией. Понимая, что был «подставлен», Бояров начинает собственное расследование, которое выводит его на поставки наркотиков с Ближнего Востока в Америку через Ленинград — «Русский транзит».

## В ролях
- Евгений Сидихин — Александр Евгеньевич Бояров, «вышибала» ресторана «Пальмира», бывший мастер спорта по карате
- Игорь Дмитриев — Николай Владимирович Мезенцев, директор ресторанной сети, главарь бандитской группировки

- Андрей Ургант — Миша Грюнберг, администратор ресторана «Пальмира», мафиози
- Анна Самохина — Александра
- Владимир Илларионов — Владимир Ларин, тренер по карате (озвучил Валерий Кравченко)
- Александр Сластин — Валентин Головин, сотрудник госбезопасности
- Виктор Бычков — уголовник «Глиста»
- Анатолий Журавлёв — бандит «Прибалт»
- Анатолий Сливников — боевик «Джамшуд»
- Семён Фурман — Борис Быстров («Борюсик»), скупщик антиквариата
- Сергей Паршин — художник Фёдор («ФЭД»), коллега Боярова по карате
- Виктор Костецкий — Карнач, капитан уголовного розыска
- Евгений Филатов — Ляшков, сотрудник угро
- Игорь Головин — Олег Драгунский, бармен
- Николай Дик — Юрка, бармен
- Анатолий Равикович — Лев Михайлович Перельман, контрабандист антиквариата
- Любовь Тищенко — Клава, работник ресторана
- Юлия Джербинова — Марина, проститутка
- Виктор Смирнов — Геннадий Фёдорович Зотов, начальник пароходства
- Евгений Платохин — Кочегар
- Виктор Степанов — капитан корабля
- Вячеслав Барковский — Краковский, по прозвищу «Крепыш», бандит, коллега Боярова по карате (озвучил Александр Завьялов)
- Юрий Оськин — игрок в карточном катране
- Игорь Добряков — сотрудник госбезопасности
- Анастасия Мельникова — Настя, танцовщица
- Андрей Краско — портовый грузчик, эпизод (озвучил Виктор Бычков)
- Постановщики трюков: Владимир Севостьянихин, Николай Сысоев

## Музыка
Главная музыкальная тема фильма — песня «Это всё…» в исполнении группы ДДТ. Также в одном из эпизодов фильма звучит песня «Ты не один».

## Отзывы критиков
«Русский транзит» — лихой постсоветский нуар о непростой судьбе потрёпанного жизнью бармена, который в прогнившей стране оказывается втянут в смертельно опасную криминальную игру. И карате для него не просто способ спасти шкуру, а та единственная соломинка, держась за которую, ему удаётся не только выбираться из передряг, но и немного приподняться над болотом лихих девяностых.
— Афиша
Киновед Сергей Кудрявцев в своём ЖЖ, рассматривая около 100 сериалов 1990-2000-х годов, поставил сериалу оценку 5,5 из 10.